# Espions sur la Tamise
Pour plus de détails, voir Fiche technique et Distribution.
Espions sur la Tamise (Ministry of Fear) est un film noir réalisé par Fritz Lang d'après le roman The Ministry of Fear de Graham Greene et sorti en 1944. 

## Synopsis
Durant le Blitz à Londres, un homme, sorti d'un asile psychiatrique pour avoir aidé son épouse à mourir sans souffrances, arrive dans une fête foraine. Il y prononce par hasard une phrase qui est un code destiné à des espions nazis et remporte un gâteau dans lequel est caché un microfilm. Pourchassé par les nazis dont il va remonter le réseau il reçoit l'aide d'une jeune réfugiée autrichienne et a bien du mal à convaincre Scotland Yard de son innocence.

## Fiche technique
- Titre original : Ministry of Fear
- Titre français : Espions sur la Tamise
- Réalisation : Fritz Lang
- Production : Seton I. Miller, Buddy G. DeSylva
- Scénario : Seton I. Miller d'après le roman de Graham Greene
- Photographie : Henry Sharp
- Montage : Archie Marshek
- Musique originale : Miklós Rózsa, Victor Young
- Production : Paramount Pictures
- Format : Noir et blanc
- Durée : 86 minutes
- Langue de tournage : anglais
- Date de sortie : 
  - États-Unis : 16 octobre 1944
- Affiche : Roger Soubie (France)

## Distribution
- Ray Milland : Stephen Neale
- Marjorie Reynolds : Carla Hilfe
- Carl Esmond : Willi Hilfe
- Hillary Brooke : Mme Bellane
- Percy Waram : Inspecteur Prentice

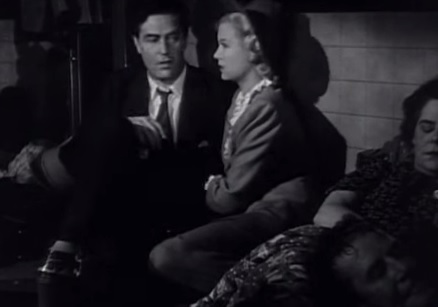
Ray Milland et Marjorie Reynolds

- Dan Duryea : Cost alias Travers le tailleur
- Alan Napier : Dr Forrester
- Erskine Sanford : George Rennit, détective privé
- Arthur Blake

Et, parmi les acteurs non crédités :
- Harry Allen : livreur du tailleur
- Leonard Carey : concierge
- Cyril Delevanti : employé des chemins de fer
- Byron Foulger : M. Newby
- Eustace Wyatt : homme aveugle Vf Roger Rudel